# Robert Sankara
Robert Sankara (* 18. Februar 1985 in Cocody, Elfenbeinküste) ist ein ehemaliger Fußballspieler aus dem westafrikanischen Staat Burkina Faso.

## Karriere

### Verein
Sankara begann seine Karriere mit CSP Cocody und wechselte 2007 nach Burkina Faso zum Centre de formation Naba Kango. 2009 kehrte er in sein Heimatland zurück und unterschrieb einen Vertrag bei Stade d’Abidjan. Nachdem er sich bei Stade d’Abidjan zum Leistungsträger entwickelte, wechselte er zur Saison 2011 zu ASEC Mimosas. Am 4. November 2012 gab er seinen Wechsel zu Association Sportive Denguélé d’Odienné bekannt.

### Nationalmannschaft
Nachdem er in der Saison 2011 konstant gute Leistungen in der Innenverteidigung von ASEC gebracht hatte, wurde er erstmals in die burkinische Fußballnationalmannschaft berufen und gehörte bei der Fußball-Afrikameisterschaft 2012 zum provisorischen Aufgebot, wurde aber von Nationaltrainer Paulo Duarte nicht in das endgültige Aufgebot berufen.